# سو هیو-سون
سو هیو-سون (انگلیسی: Seo Hyo-sun؛ زادهٔ ۲۰ سپتامبر ۱۹۶۶) بازیکن هاکی روی چمن اهل کره جنوبی بود.
از افتخارات وی میتوان به کسب مدال نقره در بازی‌های المپیک تابستانی ۱۹۸۸ اشاره کرد.